# U
La U o u è la diciannovesima lettera dell'alfabeto italiano e la ventunesima dell'alfabeto latino.
[u] nell'alfabeto fonetico internazionale è il simbolo usato per rappresentare una vocale posteriore alta ("chiusa") e arrotondata ("procheila").

## Storia
|                    | Waw fenicio |               |           |
| Proto-semitico waw | Fenicio Wāw | Greco ypsilon | Etrusco V |

L'origine della U è la stessa delle lettere Y, V, W ed F. Come esse infatti deriva dalla lettera semitica waw, la quale si evolvette nella fenicia wow. In greco antico, poi esisteva la lettera Y, che si pronunciava però ṻ (/y:/)

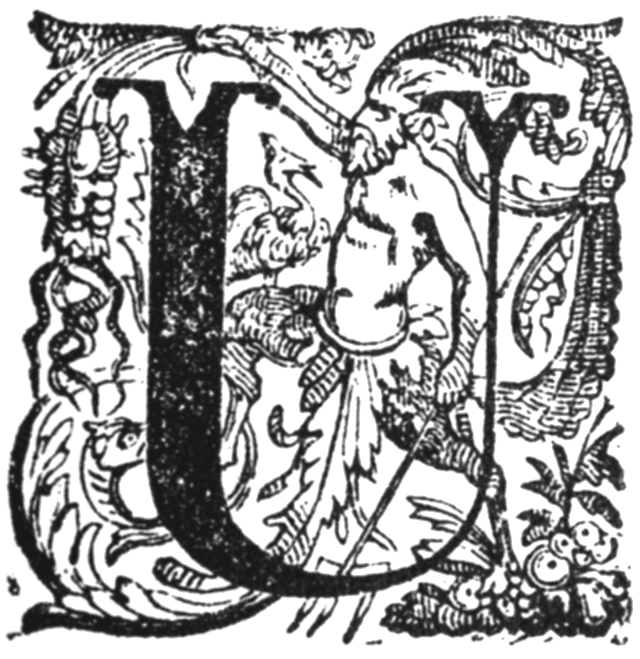
Esempio di capolettera

L'etrusco e il latino non possedevano il suono /v/ e utilizzavano la V per trascrivere sia la vocale /u/ che la semiconsonante /w/. Nel latino tardo la V semiconsonante si consonantizzò in /v/, ma la scrittura continuò a notarla con V che da quel momento trascrisse sia /u/ che /v/ (con l'avvento del minuscolo nel Medioevo il segno diventò u: VITA in minuscolo era quindi uita, anche se la pronuncia era vita). La distinzione grafica fra /u/ e /v/, con l'introduzione dei segni v e U complementari di V e u, che si trova sui testi pubblicati in Italia deriva dalla grafia proposta nel Rinascimento da Gian Giorgio Trissino per favorire la lettura. In altri paesi si preferisce invece usare nelle parole latine per entrambi i suoni la forma maiuscola V e la minuscola u.